# سكوبينتسي
سكوبينتسي هي قرية تقع في إقليم ياش في رومانيا وبلغ عدد سكانها 7,533 نسمة في عام 2002.